# Hama (företag)
Hama är en tillverkare av pärlplattor i Nykøbing Mors i Danmark.
Hama grundades 1961 som Malte Haaning Plastic av Malte Haaning. Bolaget började med tillverkning av sugrör och utvecklades sedan andra plastartiklar. 1971 började tillverkningen av pärlplattor. Varumärket Hama började användas 1984.